# Majo no Tabitabi
Majo no Tabitabi (яп. 魔女の旅々, Мадзьо но Табітабі, укр. Подорож відьми; англ. Wandering Witch: The Journey of Elaina) — серія ранобе, написана Сіраїсі Дзьоґі та проілюстрована Адзуре (Azure). SB Creative випустили двадцять чотири томи з квітня 2016 року під своїм лейблом GA Novel. Манґа-адаптація з малюнками Іцукі Нанао випускалася онлайн з листопада 2018 року по березень 2024 року через онлайн-журнал манґи Square Enix — Manga Up!. Її зібрано у шість томів танкобон. Ранобе ліцензовано в Північній Америці компанією Yen Press, а манга — Square Enix. Аніме-серіал, вироблений C2C, транслювався з жовтня по грудень 2020 року.

## Персонажів
Елейна (яп. イレイナ, Іреїна)
Сейю: Хондо Каеде
Молода відьма, яка вирішила влаштувати подорож як героїня її улюбленої книги дитинства, відьма на ім'я Ніке. Перед початком подорожі її мама дала Елейні щоденник, щоб дівчина записувала туди свої враження. Відьомське ім'я Елейни — Відьма попелу.
Флан (яп. フラン, Фуран)
Сейю: Ханадзава Кана
Вчителька Елейни, що навчала її магії. Відьомське ім'я — Відьма зоряного пилу.
Сая (яп. サヤ, Сая)
Сейю: Куросава Томойо
Дівчинка-відьма, дуже закохана в Елейну, бо вона навчала її деякий час. Згодом почала працювати в об'єднаній магічній академії. Відьомське ім'я — Вугільна відьма.
Шейла (яп. シーラСіра))
Сейю: Хікаса Йоко
Вчителька Саї, працює у об'єднаній магічній академії. Відьомське ім'я — Відьма ночі.

## Медіа

### Ранобе
Серія була придбана компанією SB Creative, яка почала видавати її у форматі ранобе через свій імпринт GA Novel з ілюстраціями Azure 15 квітня 2016 року. Станом на 15 березня 2025 року було випущено двадцять чотири томи. Yen Press ліцензувала серію в Північній Америці.
Спіноф серія ранобе під назвою «Riviere and the Land of Prayer» (Рів'єра та Земля Молитви) почала видаватися 14 січня 2022 року. Станом на 15 червня 2023 року було опубліковано три томи. Під час своєї панелі на New York Comic Con 2023 компанія Yen Press оголосила, що вони ліцензували спін0ф для публікації англійською мовою.

#### Список томів
| №  | Дата виходу       | ISBN                   |
| -- | ----------------- | ---------------------- |
| 1  | 15 квітня 2016    | ISBN 978-4-79-738435-2 |
| 2  | 15 липня 2016     | ISBN 978-4-79-738816-9 |
| 3  | 15 грудня 2016    | ISBN 978-4-79-738924-1 |
| 4  | 15 липня 2017     | ISBN 978-4-79-739286-9 |
| 5  | 15 листопада 2017 | ISBN 978-4-79-739399-6 |
| 6  | 15 березня 2018   | ISBN 978-4-79-739565-5 |
| 7  | 14 липня 2018     | ISBN 978-4-79-739613-3 |
| 8  | 15 листопада 2018 | ISBN 978-4-79-739715-4 |
| 9  | 15 квітня 2019    | ISBN 978-4-8156-0099-0 |
| 10 | 9 серпня 2019     | ISBN 978-4-81-560170-6 |
| 11 | 14 листопада 2019 | ISBN 978-4-81-560374-8 |
| 12 | 14 квітня 2020    | ISBN 978-4-81-560377-9 |
| 13 | 14 липня 2020     | ISBN 978-4-81-560486-8 |
| 14 | 14 жовтня 2020    | ISBN 978-4-81-560488-2 |
| 15 | 10 грудня 2020    | ISBN 978-4-81-560797-5 |
| 16 | 12 березня 2021   | ISBN 978-4-81-560829-3 |
| 17 | 14 липня 2021     | ISBN 978-4-81-560831-6 |
| 18 | 14 січня 2022     | ISBN 978-4-81-561027-2 |
| 19 | 14 вересня 2022   | ISBN 978-4-8156-1543-7 |
| 20 | 15 березня 2023   | ISBN 978-4-81-561704-2 |
| 21 | 14 жовтня 2023    | ISBN 978-4-81-561972-5 |
| 22 | 15 березня 2024   | ISBN 978-4-81-561973-2 |
| 23 | 13 жовтня 2024    | ISBN 978-4-81-562576-4 |
| 24 | 15 березня 2025   | ISBN 978-4-8156-2579-5 |

Спіноф
| № | Дата виходу    | ISBN                   |
| - | -------------- | ---------------------- |
| 1 | 14 січня 2022  | ISBN 978-4-8156-1068-5 |
| 2 | 14 червня 2022 | ISBN 978-4-8156-1554-3 |
| 3 | 15 червня 2023 | ISBN 978-4-8156-1899-5 |

### Манґа
Манґа-адаптація основної серії від Іцукі Нанао випускалася на застосунку для смартфонів та вебсайті Square Enix — Manga Up! з 29 листопада 2018 року по 28 березня 2024 року. Square Enix зібрала її розділи у шість томів танкобон, які виходили з 12 квітня 2019 року по 5 липня 2024 року. Ця манга також публікується англійською мовою видавництвом Square Enix.
Манґа по ранобе Riviere and the Land of Prayer (Рів'єра та Земля Молитви) виходила на вебсайті Piccoma під брендом GA Comic від SB Creative з 17 грудня 2021 року по 26 січня 2024 року. Розділи цієї манги були зібрані у три томи танкобон станом на березень 2024 року. Ця манґа також ліцензована англійською мовою видавництвом Yen Press.

#### Список томів
| № | Дата виходу    | ISBN                   |
| - | -------------- | ---------------------- |
| 1 | 15 квітня 2019 | ISBN 978-4-75-756093-2 |
| 2 | 25 грудня 2019 | ISBN 978-4-75-756429-9 |
| 3 | 7 грудня 2020  | ISBN 978-4-75-756991-1 |
| 4 | 7 березня 2022 | ISBN 978-4-75-757776-3 |
| 5 | 7 березня 2023 | ISBN 978-4-75-758452-5 |
| 6 | 5 липня 2024   | ISBN 978-4-75-759291-9 |

Спіноф
| № | Дата виходу     | ISBN                   |
| - | --------------- | ---------------------- |
| 1 | 11 серпня 2022  | ISBN 978-4-8156-1053-1 |
| 2 | 13 липня 2023   | ISBN 978-4-8156-1311-2 |
| 3 | 15 березня 2024 | ISBN 978-4-8156-1885-8 |

### Аніме
Екранізацію ранобе було анонсовано студією C2C 19 жовтня 2019. Режисером став Кубоока Тосіюкі.

#### Список серій
| 1 | «Помічниця відьми Елейна» Транслітерація: «Majo Minarai Ireina» (яп. 魔女見習いイレイナ)                                                                       | 2 жовтня 2020 |
| У дитинстві Елейна читали книгу, у якій розповідалось про подорож відьми на ім'я Ніке. Дівчинка бажала також розпочати власну подорож й через це добре навчала магію, перетворившись на відьму. Після навчання у магічній академії та відьми на ім'я Флан, Елейна розпочала мандри криз світ. | | |
| 2 | «Країна магів» Транслітерація: «Mahōtsukai no Kuni» (яп. 魔法使いの国)                                                                                         | 9 жовтня 2020 |
| Елейна прибула до країни магів де зустріла юну відьму на ім'я Сая та допомогла їй з магічним екзаменом. | | |
| 3 | «Дівчина, гарна як квіточка / Щастя у пляшці» Транслітерація: «Hana no Yō ni Karen'na Kanojo / Bindzume no Shiawase» (яп. 花のように可憐な彼女 / 瓶詰めの幸せ) | 16 жовтня 2020 |
| 3 | «Дівчина, гарна як квіточка / Щастя у пляшці» Транслітерація: «Hana no Yō ni Karen'na Kanojo / Bindzume no Shiawase» (яп. 花のように可憐な彼女 / 瓶詰めの幸せ) | «Дівчина, гарна як квіточка»: Елейна зустріла дівчину у квітковому полі. Але ці квіти були дуже небезпечні «Щастя у пляшці»: Елейна зустріла хлопця на ім'я Еміль. Він збирає щастя у пляшку, щоб зробити подарунок для коханої на ім'я Ніно. |
| 4 | «Принцеса без підданих» Транслітерація: «Min Naki Kuni no Ōjo» (яп. 民なき国の王女)                                                                            | 23 жовтня 2020 |
| Елейна прибула до зруйнованого королівства. Єдиною живою людиною залишилася принцеса на ім'я Мірароза, що ховається у палаці. Разом із нею Елейна повинна вбити чудовисько на ім'я Жевальє, який зруйнував країну. | | |
| 5 | «Велична Селестерія» Транслітерація: «Ōritsu Seresuteria» (яп. 王立セレステリア)                                                                               | 30 жовтня 2020 |
| Елейна зустрічає Флан та допомагає їй у навчанні молодих відьом. | | |
| 6 | «Країна правдомовців» Транслітерація: «Shōjiki Mono no Kuni» (яп. 正直者の国)                                                                                  | 6 листопада 2020 |
| Елейна прибула до країни правдомовців, де усі можуть казати лише правду через магічне закляття. Але населення цієї країни дуже зле, через це відьма розуміє, що казати лише правду не завжди добре й допомагає зняти це закляття. | | |
| 7 | «Стіна з написами мандрівників / Чавильниця винограду» Транслітерація: «Tabibito ga Kizamu Kabe / Budō Fumi no Shōjo» (旅人が刻む壁 / ぶどう踏みの少女)        | 13 листопада 2020 |
| «Стіна з написами мандрівників»: У дитинстві Елейна читала казку про країну, що була розмежована стіною на дві частини через ворожнечу її населення. Вирішивши відвідати її, вона прибула до неї, але стіну булу зруйновано через припинення ворожнечі за допомогою Саї. «Чавильниця винограду»: Старий розповідає онуку про ворожнечу у селищі, яку було закінчено за допомогою відьми. | | |
| 8 | «Різник» Транслітерація: «Kirisaki Ma» (яп. 切り裂き魔) | 20 листопада 2020 |
| Елейна прибула до країни ляльок де зустріла відьму на ім'я Шейла. У цій країни вже кілька років невідомий злочинець, відомий як «Різник» відрізає волосся у дівчин. Відьми розпочинають пошук злочинця. | | |
| 9 | «Глибока скорбота з минулого» Транслітерація: «Sakanoboru Nageki» (яп. 遡る嘆き)                                                                               | 27 листопада 2020 |
| Щоб назбирати грошенят Елейна вирішує допомогти відьми на ім'я Естель врятувати подругу дитинства на ім'я Селена, що стала вбивцею, через це її було страчено. Разом з Естель Елейна мандрує до минулого щоб зупинити перший злочин Селени. | | |
| 10 | «Дві наставниці» Транслітерація: «Futari no Shishō» (яп. 二人の師匠)                                                                                           | 4 грудня 2020 |
| Шейла та Флан мандрують під час відпуску та згадують своє навчання у відьми Ніке, під час якого вони часто сварилися. Їхнім екзаменом для отримання звання відьом було завдання, згідно якім вони були повинні знешкодити та заарештувати озброєну банду, відому як «Компанія Курьо», що тероризувала населення міста Кунорца. Завдання було дуже складним та небезпечним, але після нього вони перетворилися на гарних подруг та отримали звання відьом. | | |
| 11 | «Дві учениці» Транслітерація: «Futari no Deshi» (яп. 二人の弟子)                                                                                               | 11 грудня 2020 |
| Елейна прибула Кунорцу, де у той же час розпочала творити злочини відроджена «Компанія Курьо». Зустрівши Саю, відьми повинні знешкодити банду, яка багато років тому це зробили їх наставниці Шейла та Флан. Завдання було дуже складним через велику кількість злочинців, але допомога Шейли й Флан, які встигли прибути до Кунорцу допомогла відьмам перемогти та знову знищити «Компанію Курьо». | | |
| 12 | «Казка про кожну з Відьом попелу» Транслітерація: «Aritoarayuru Arifureta Hai no Majo no Monogatari» (яп. ありとあらゆるありふれた灰の魔女の物語)              | 18 грудня 2020 |
| Елейна прибула до країни, яка здійснює бажання. В цій країни вона знайшла палац, у якому вона вже була під час зустрічі з Мірарозою. У палаці вона зустріла 16 своїх двійників. Усі двійники Елени розповіли справжній Елейні, що наразі вони рятуються від сімнадцятої злої Елейни, яка намагається вбити їх, та запропонують «оригіналу» врятувати їх. Після тривалого бою, якій закінчився нічиєю, зла Елейна розповіла про своє бажання вбити усіх інших Елейн, бо вона втратила власне волосся внаслідок злочину «Різника», але не змогла повернути їх. Через це вона була обурена та розлючена. Добра Елейна розповіла злий, що злочинця Різника вже затримано й вона може знайти та повернути власне волосся. Після цього усі Елейни витріщили створити власні щоденники де розповідати про свої мандри. Але незабаром Елейна прокинулася та зрозуміла, що це було лише у її сні. Незабаром, вона зустрічає дівчина на ім'я Амнезія, з якою вона згодом буде подорожувати разом. | | |